# Euploea palla
Euploea palla är en fjärilsart som beskrevs av Butler 1866. Euploea palla ingår i släktet Euploea och familjen praktfjärilar. Inga underarter finns listade i Catalogue of Life.